# ISO 1000
ISO 1000は、国際標準化機構(ISO)が制定した、国際単位系(SI)とその使い方について定めた国際規格である。原題はSI units and recommendations for the use of their multiples and of certain other units（国際単位、並びにそれらの倍量及び特定のその他の単位の使用の推奨）である。
ISO 1000 は2009年に ISO/IEC 80000 の一部として制定された ISO 80000-1 によって置き換えられた。
日本工業規格(JIS)では JIS Z 8203 が相当する。2014年に、 ISO 80000-1 を翻訳した JIS Z 8000-1 に置き換えられた。